# Артёмки (Можайский район)
Артёмки — деревня в Можайском районе Московской области, в составе сельского поселения Борисовское. Население — 82 чел. (2010). В деревне числится 1 улица — Новая. До 2006 года Артёмки входили в состав Ямского сельского округа.
Деревня расположена в южной части района, примерно в 10 км к юго-западу от Можайска, у истоков реки Мжут, на автотрассе М1 Беларусь, высота центра над уровнем моря 216 м. Ближайшие населённые пункты — Фомино на юге, Кромино на востоке и Утицы на севере.

## Население
| 2002 | 2006 | 2010 |
| ---- | ---- | ---- |
| 114  | ↘101 | ↘82  |